# Råsunda IS
Der Råsunda IS (IS = idrottssällskap, deutsch Sportverein) ist ein schwedischer Fußballverein in Solna. Der Klub spielte mehrere Jahre in der zweiten schwedischen Liga.

## Geschichte
Der 1912 gegründete Klub Råsunda IS spielte zunächst unterklassig. Als Meister der Division 4 Stockholm Norra stieg die Mannschaft 1960 erstmals in die dritte Liga auf. Hier etablierte sich der Klub im vorderen Bereich; 1962 wurde er in der Division 3 Östra Svealand hinter IK City mit einem Punkt Rückstand Vizemeister und schaffte im Folgejahr den Aufstieg in die Zweitklassigkeit. In der Division 2 Svealand belegte die Mannschaft im ersten Jahr den vierten Platz, ehe sie in der Spielzeit 1965 mit einem Punkt Rückstand auf den von Södertälje SK belegten letzten Nichtabstiegsplatz der Klassenerhalt verpasste.
Als Tabellenzweiter verpasste Råsunda IS hinter IK Sirius den direkten Wiederaufstieg, der im zweiten Jahr in der Drittklassigkeit bewerkstelligt wurde. Wiederum dauerte der Aufenthalt in der zweiten schwedischen Spielklasse zwei Jahre. Dem sofortigen Wiederaufstieg folgte der erneute Abstieg und anschließend der Absturz bis in die Viertklassigkeit. Hier überdauerte der Klub bis 1979; in diesem Jahr gelang die Rückkehr in die dritte Liga. Dort etablierte sich die Mannschaft im vorderen Bereich. Nach den Vizemeisterschaften 1981 und 1982 gelang 1984 als Staffelsieger die Qualifikation zur Aufstiegsrunde zur zweiten Liga. Gegen Falu BS zog die Mannschaft nach einer 0:2-Auswärtsniederlage und einem 3:1-Heimerfolg im Rückspiel aufgrund der Auswärtstorregel den Kürzeren. Im Anschluss konnte der Klub nicht an die Erfolge anknüpfen und stieg im Zuge einer Ligareform 1986 erneut in die Viertklassigkeit ab. Zwar gelang im folgenden Jahr der Wiederaufstieg, nach zwei Jahren folgte jedoch 1989 der erneute Abstieg.
Am Ende der Spielzeit 1997 folgte für Råsunda IS der Absturz in die Fünftklassigkeit, in der sich die Mannschaft in den folgenden Jahren hielt. 2005 überstand sie als Tabellenzweiter der Division 4 Stockholm Mellersta eine Ligareform in der fünften Spielklasse und konnte zwei Jahre später in die vierte Liga zurückkehren. In der Division 2 Norra Svealand belegte der Klub im ersten Jahr den letzten Nichtabstiegsplatz, 2009 zog die Mannschaft in die Relegationsspiele ein. Dort verpasste sie gegen Rotebro IS den Klassenerhalt.